# Natrijev klorat
Natrijev klorat je kemijska spojina s kemijsko formulo NaClO3.  Kot čista spojina so to beli kristali, dobro topni v vodi. Je higroskopična. Pri temperaturi 250 °C razpade na kisik in natrijev klorid. Leta 2009 so prepovedali uporabo natrijevega klorata kot uničevalca plevela v vseh EU državah, vendar je bila uporaba in shramba dovoljena do leta 2010.

## Sinteza
V industriji se natrijev klorat sintetizira z elektrolizo vroče raztopine natrijevega klorida in v mešani elektrolidni posodi:
NaCl + 3H2O → NaClO3 + 3H2
Lahko se ga pridobi s sintezo tako, da kloridni plin uvajamo v raztopino natrijevega hidroksida. Očistimo ga potem z kristalizacijo.

## Uporaba
Glavna komercialna uporaba natrijevega klorata je v proizvodnji klorovega dioksida (ClO2). Največja aplikacija ClO2, ki predstavlja 95 % uporabe klorata, je pri beljenju celuloze.
Herbicid

Natrijev klorat se uporablja kot neselektiven herbicid. Je fitotoksičen za vse dele zelenih rastlin. Lahko pride tudi do uničenja rastline z absorpijo preko korenin.

Natrijev klorat se lahko uporablja za nadzor nad različnimi rastlinami, kot so:
- slak
- njivski osat
- divji sirek
- bambus
- grint
- šentjanževka

Kot herbicid je v glavnem uporaben na nevezanih zemljiščih za popolno kontrolo vegitacije predvsem ob cestiščih, ograjah in jarkih.
Natrijev klorat se uporablja tudi kot uničevalec plevela in sušilno sredstvo za naslednje rastline:
- Bombaž
- Žarnika
- Koruza
- Lan
- Poper
- Soja
- Sirek v zrnju
- Grah
- Fižol
- Riž
- Sončnice

V kolikor je v uporabi z atrazin se poveča vztajnost efekt. Izboljša se tudi učinkovitost v kombinaciji z 2,4-D. Natrijev klorat ima učinek sterilatorja zemlje. Mešanje herbicida z drugimi raztopinami je možna samo do neke mero oz dokler niso občutljive na oksidacijo.
Kemični generatorji kisika

Kemični generatorji kisika kot so v komercialnih letalih za dobavo kisika potnikom v primeru nesreče, ki varujejo pred padcem tlaka v kabini s katalitično razgradnjo natrijevega klorata. Katalizator je običajno železo v prahu. Barijev peroksid  (BaO2) se uporablja kot absorbator klora, ki je v glavnem produkt razgradnje.
S potegom za masko v sili aktiviramo mešanico železa v prahu in natrijevega klorata, ki proizvede kisik za izgorevanje . Podobno je s sistemov za varjenje, kjer se uporabljajo peleti natrijevega klorata v mešanici z gorljivimi vlakni, ki proizvedejo kisik.

## Strupenost
Natrijev klorat je lahko zelo toksičen, če pride do zaužitja, saj je oksidant. Oksidacijski vpliv na hemoglobin povzroči nastajanje methemoglobina, ki privede do denaturacije beljakovine globina in navzkrižno povezovanje membrane beljakovin eritrocitov s posledično poškodbo membrane encimov. To vodi do večje prepustnosti membrane in hudo hemolizo. Denaturacija hemoglobina preseže zmogljivosti presnovne poti glukoza-6-fosfat dehidrogenaze | G6PD . Poleg tega je ta encim neposredno denaturiran s kloratom, kateremu se zmanjšuje dejavnost.
Zdravljenje z askorbinska kislina in metilen modro se pogosto uporabljajo pri zdravljenju methemoglobinemijo. Ker pa metilen modro zahteva prisotnost NADPH, ki zahteva normalno delovanje G6PD sistema, je manj učinkovit kot pri drugih pogojih je značilna oksidacije hemoglobina.
Rezultat hude akutne hemolize je odpoved več organov vključno z  DIC in ledvično odpoved. Poleg tega gre za neposreden vpliv na sposobnost [[proksimalne ledvične cevi

## Značilnosti
Natrijev klorat lahko pridelamo v obliki prahu, spreja ali granulata. 

Je vnetljiv in eksploziven v suhih mešanicah še posebno z organskimi materiali, drugimi herbicidi, žveplom, fosforjem, kovinami v prahu in močnimi kislinami. V mešanici z sladkorjem je eksploziven. V koliko pride do mešanja takšna zmes ne sme biti shranjena v človeškem bivališču.

Tržijo formulacije vsebuje zaščitna sredstva proti ognju, vendar je  na to le malo vpliva, če jih namerno vžgemo. Večina komercialno dostopnih kloratov  (weedkillersov) vsebuje približno 53% natrijevega klorata z bilancami, kot so zatiralci požara natrijev metaborata ali amonijev fosfat .

## Komercialna imena
Natrijev klorat je aktivna sestavina v različnih komercialnih herbicidih. Nekatera trgovska imena za proizvode, ki vsebujejo natrijev klorat vključujejo Atlacide, Defol, De-Fol-jedli, Drop-Leaf, Fall, Harvest-Aid, Kusatol, Leafex, in Tumbleaf. Spojina se lahko uporablja v kombinaciji z drugimi herbicidi, kot so atrazin, 2,4-D, bromacil, diuron, in natrijev metaborata.

Natrijev klorat se je v veliki meri uporabljal kot uničevalec plevela v EU, do leta 2009, ko je bil  umaknjen iz tržišča po zahtevi EU. Njegova uporaba kot herbicid zunaj EU ostaja nespremenjen, prav tako pa njegova uporaba v drugih ne-herbicidne aplikacije, kot na primer v proizvodnji klora biocidov dioksida in za beljenje celuloze in papirja.

## Kulturne reference
Zgodovinar James Watson na Massey univerzi na Novi Zelandiji je napisal obsežen članek , "The Significance of Mr. Richard Buckley's Exploding Trousers"  o nesrečah pri uporabi natrijevega klorata pri kontroli rasti plevela leta 1930.S tem člankom si je pridobil Nobelovo nagrado leta 2005, in je bil osnova za televizijsko oddajo MythBusters leta 2006 z naslovom "Exploding Pants".
1. ↑  S. C. Abrahams, J. L. Bernstein (1977). »Remeasurement of Optically Active NaClO3 and NaBrO3«. Acta Crystallographica. B33: 3601–3604. doi:10.1107/S0567740877011637.